# Heinz Weis
Heinz Weis, född den 14 juli 1963 i Trier, är en tysk före detta friidrottare som tävlade i släggkastning. 
Weis genombrott kom vid VM 1987 där han placerade sig på sjätte plats. Han deltog även vid olympiska sommarspelen 1988 i Seoul där han slutade femma. Hans först EM 1990 blev han åtta. 
Weis slog igenom på allvar när han vid VM i Tokyo 1991 blev trea efter ett kast på 80,44 meter. Året efter deltog han vid olympiska sommarspelen 1992 i Barcelona där han blev sexa efter ett kast på 79,78. Ytterligare en medalj blev det vid EM 1994 i Helsingfors där hans 78,58 räckte till brons. 
Vidare deltog han vid olympiska sommarspelen 1996 i Atlanta där han åter tog sig till final men slutade på femte plats. Året efter kom hans främsta merit när han vid VM i Aten blev världsmästare med ett kast på 81,78 meter. 
Efter segern i VM, blev han fyra vid EM 1998, vid VM 1999 och vid olympiska sommarspelen 2000 blev han utslagen ur kvalet.

## Personligt rekord
- 83,04 meter från 1997